# Julio Lleonart
Julio Lleonart Crespo (Valencia, 10 de junio de 1979) es un político español.

## Biografía
Nacido en Valencia el 10 de junio de 1979, tiene estudios en Derecho, Economía y Ciencias Políticas y de la Administración, sin finalizar. En el ámbito político, estuvo afiliado al partido Unión Progreso y Democracia. Fue su responsable de redes sociales y comunicación (esta última responsabilidad durante el año 2015). Entre 2003 y 2012 fue auxiliar administrativo del área de Urbanismo en el ayuntamiento de Bétera. En las elecciones generales de 2011 fue tercero en las listas de UPyD por la circunscripción electoral de Valencia pero no resultó elegido. Sin embargo, en abril de 2015 Toni Cantó abandonó su escaño y como el número dos en las listas, Rafael Soriano Hernández, rechazó la responsabilidad, él pasó a ocupar el escaño.